# Tristan Mouric
 (février 2025).
Si vous disposez d'ouvrages ou d'articles de référence ou si vous connaissez des sites web de qualité traitant du thème abordé ici, merci de compléter l'article en donnant les références utiles à sa vérifiabilité et en les liant à la section « Notes et références ».
Tristan Mouric est un athlète paralympique français qui a participé aux Jeux paralympiques d'été et d'hiver entre 1984 et 1998.
Au total, il a remporté sept médailles d'or, trois médailles d'argent et une médaille de bronze.
Tristan Mouric a participé pour la première fois aux Jeux paralympiques d'hiver de 1984 en ski alpin. Il a également représenté la France en ski alpin aux Jeux paralympiques d'hiver en 1988, 1992, 1994 et 1998.
Mouric a également représenté la France aux Jeux paralympiques d'été de 1988 et 1992 en cyclisme.
Lors des Jeux paralympiques d'été de 1988 à Séoul, il remporte la médaille d'or dans l'épreuve masculine sur route 50 km LC2.

## Palmarés

### Vélo
| Épreuve / Édition                           | 50 km route hommes LC2 |
| ------------------------------------------- | ---------------------- |
| Jeux paralympiques d'été de 1988. Séoul     | Or                     |
| Jeux paralympiques d'été de 1992. Barcelone | 6e                     |

### Ski alpin
| Épreuve / Édition                                        | Descente LW9 | Descente LW1,3,5/7,9 | Super-G LW9 | Super-G LW1,3,5/7,9 | Slalom géant LW9 | Slalom LW9 | Slalom LW1,3,5/7,9 |
| -------------------------------------------------------- | ------------ | -------------------- | ----------- | ------------------- | ---------------- | ---------- | ------------------ |
| Jeux paralympiques d'hiver de 1984. Innsbruck            | Or           | --                   | --          | --                  | --               | Or         | --                 |
| Jeux paralympiques d'hiver de 1988. Innsbruck            | Argent       | --                   | --          | --                  | Or               | Or         | --                 |
| Jeux paralympiques d'hiver de 1992. Tignes / Albertville | --           | 6e                   | --          | 6e                  | --               | Bronze     | --                 |
| Jeux paralympiques d'hiver de 1994. Lillehammer          | Or           | --                   | Or          | --                  | Argent           | Argent     | --                 |
| Jeux paralympiques d'hiver de 1998. Nagano               | --           | --                   | --          | --                  | --               | 4e         | --                 |

## Voir également
- Liste des médaillés paralympiques en ski alpin